# Lingua di bue
Lingua di bue (langue de boeuf in lingua francese) è parola che, in ambito militare, può avere diversi significati, indicante armi bianche ed attrezzi molto diversi tra loro:
- "Lingua di bue" era il nome utilizzato nel Regno di Francia per indicare una particolare tipologia di zappa a una mano atta alla lavorazione del tufo e dell'argilla[1];
- Partigiana "a lingua di bue" (Ox tongue spear in lingua inglese) era un'arma inastata rinascimentale con lama molto massiccia, diritta ed a due tagli[2][3]. Come la partigiana, anche altre tipologie di arma inastata con "testa" composta da più lame potevano montare una lama centrale con foggia "a lingua di bue": es. Brandistocco;
- Daga "a lingua di bue" è spesso utilizzato come sinonimo di Cinquedea (Enlace in inglese, it. "Anelace")[4], una daga in uso in Italia nel XV secolo con lama triangolare larga cinque dita, da cui il nome, in prossimità della guardia, che si pensa derivi dalla forma del parazonium romano[5].